# Musée ethnographique de Stockholm
Le musée ethnographique de Stockholm (suédois : Etnografiska museet), est un musée scientifique suédois. Il abrite une collection d'environ 220 000 éléments liés à l'ethnographie ou l'anthropologie culturelle de peuples du monde entier. Le musée est également le siège de la fondation Sven Hedin.

## Histoire
Le musée est d'abord un département du muséum suédois d'histoire naturelle, lui-même fondé en 1819 par l'Académie royale des sciences de Suède. En 1935, le musée ethnographique obtient son indépendance, ses collections sont disposées dans le quartier de Gärdet, et il prend son nom actuel.

### Collections
Le musée détient des objets légués par des missionnaires et des diplomates, et également les collections Sven Hedin, géographe et explorateur suédois controversé pour la caution scientifique qu'il apporte, dans ses dernières années, au régime nazi allemand. Environ 6 000 objets sont exposés de façon permanente.

### La construction d'un nouveau bâtiment
Un nouveau bâtiment, spécialement conçu sur le même site, est édifié en 1976-1978, par les architectes Jan Gezelius et Gunnar Mattsson, et ouvert au public en 1980. Le bâtiment reçoit, en 1981, le prix d'architecture Kasper Salin. Depuis 1999, le musée ethnographique est géré par le Statens museer för världskultur, une agence publique qui gère les différents musées de cultures du monde suédois.

### Restitution du totem haisla (2007)
En 2007, après plusieurs années de négociation, le musée accepte de restituer le totem Gʼpsgolox aux Haislas, peuple amérindien de Colombie-Britannique, à qui il avait été pris en 1929,. En contrepartie, les Haislas ont offert au musée une réplique contemporaine du totem, actuellement disposée à l'entrée du musée. Le cinéaste canadien Gil Cardinal a consacré en 2003, un documentaire à la réconciliation rendue possible par la restitution du totem, intitulé Totem: The Return of the G'psgolox Pole

## Galerie

Musée ethnographique
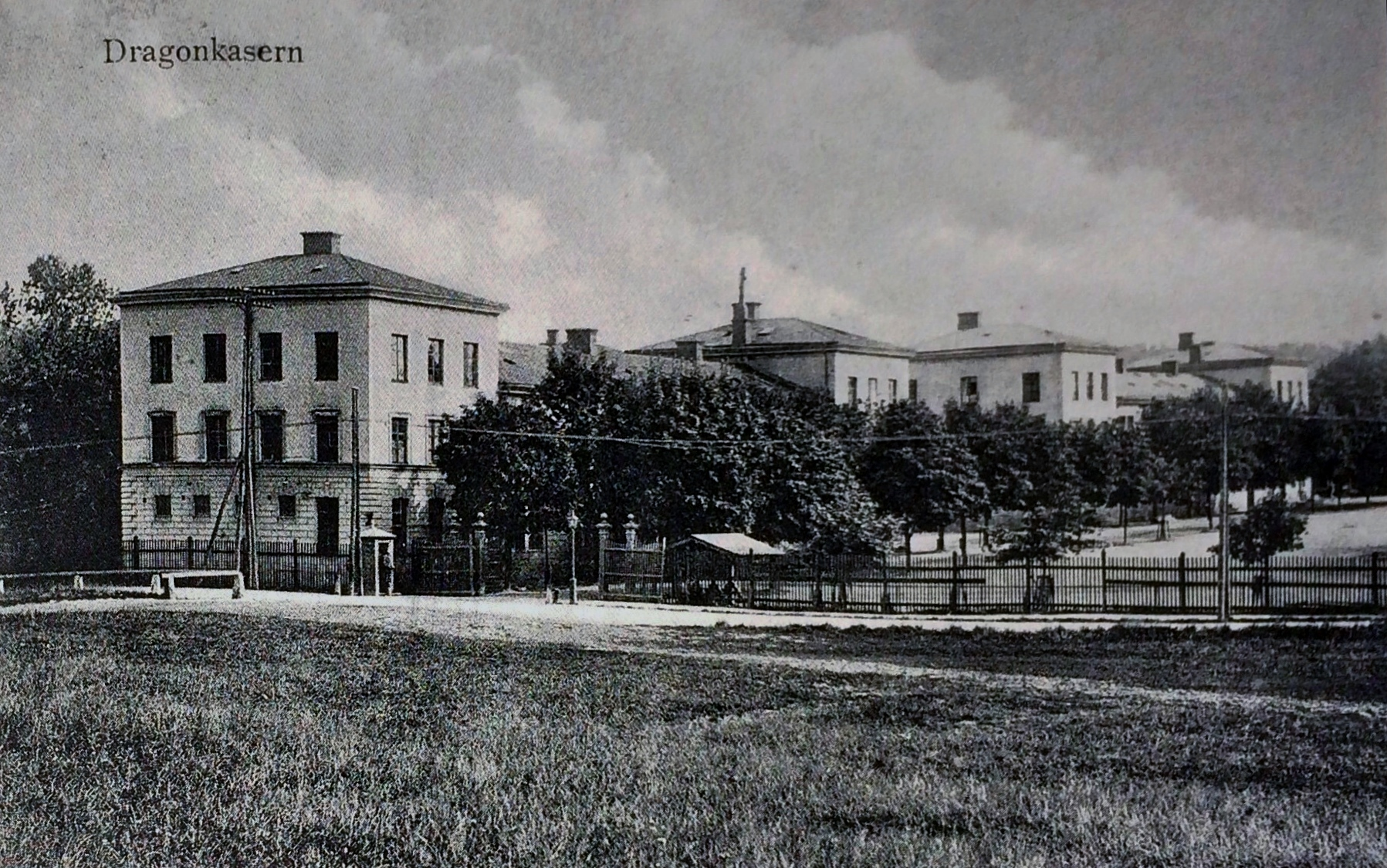
Anciens bâtiments du musée
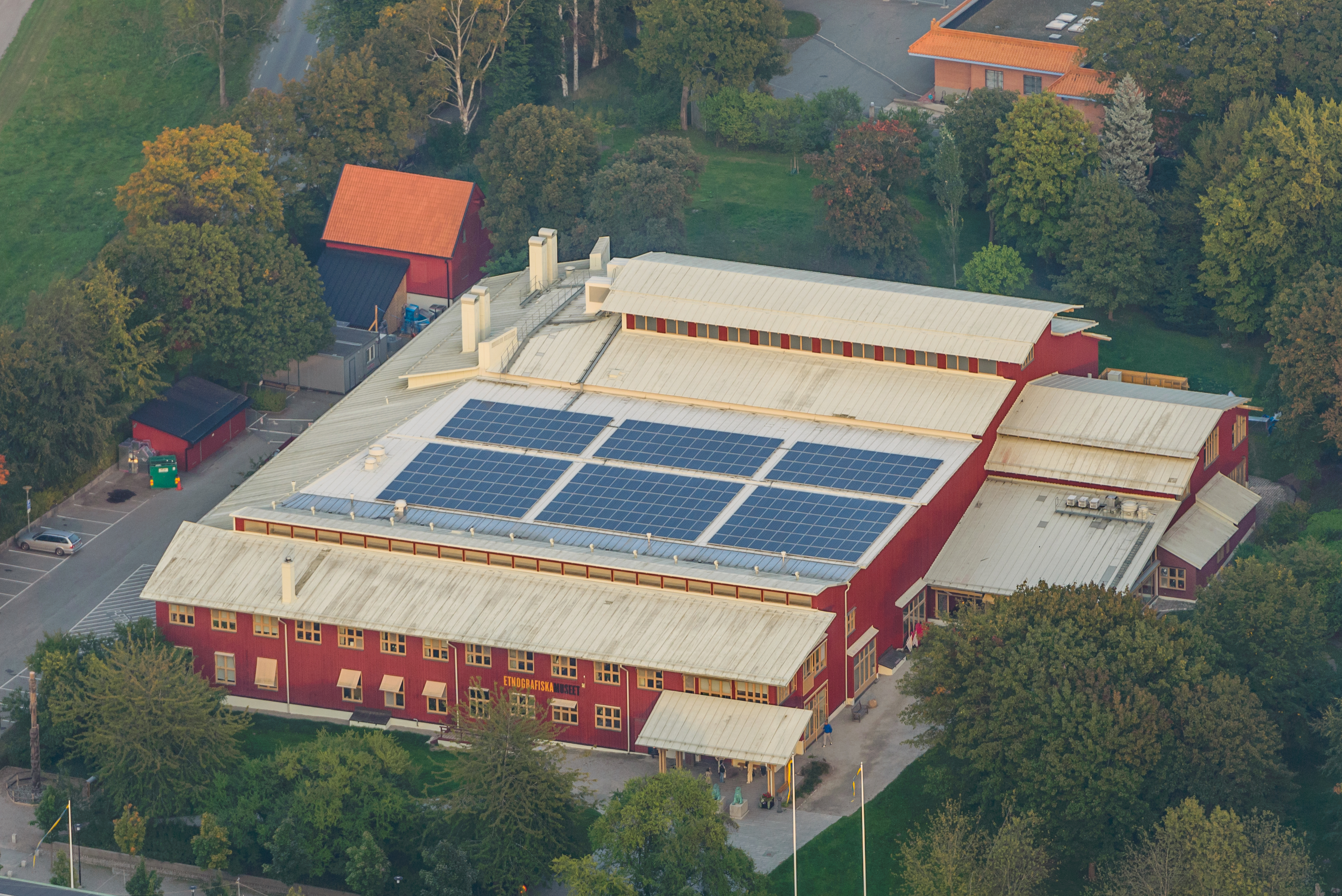
Vue panoramique
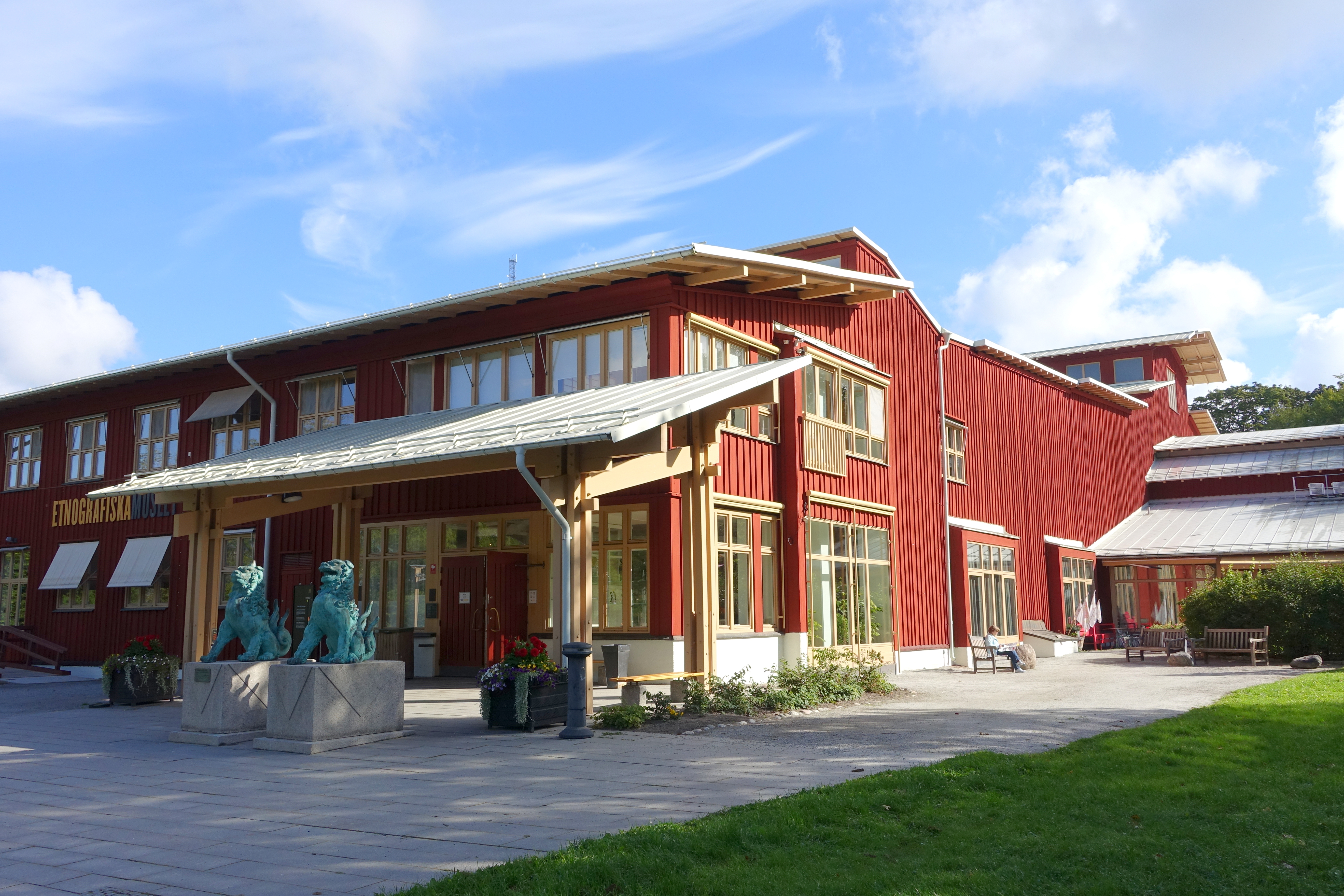
Façade du musée
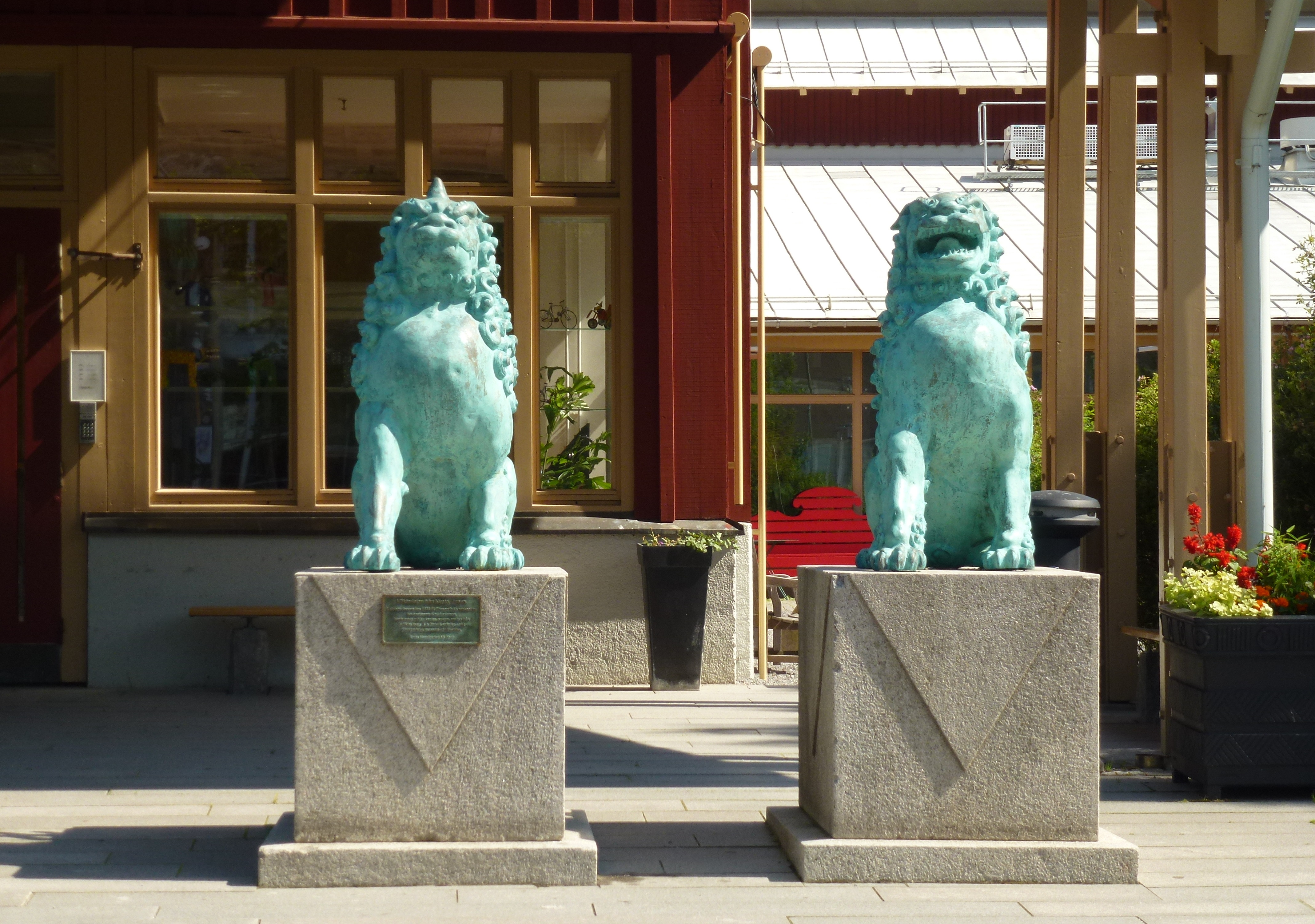
Entrée du musée
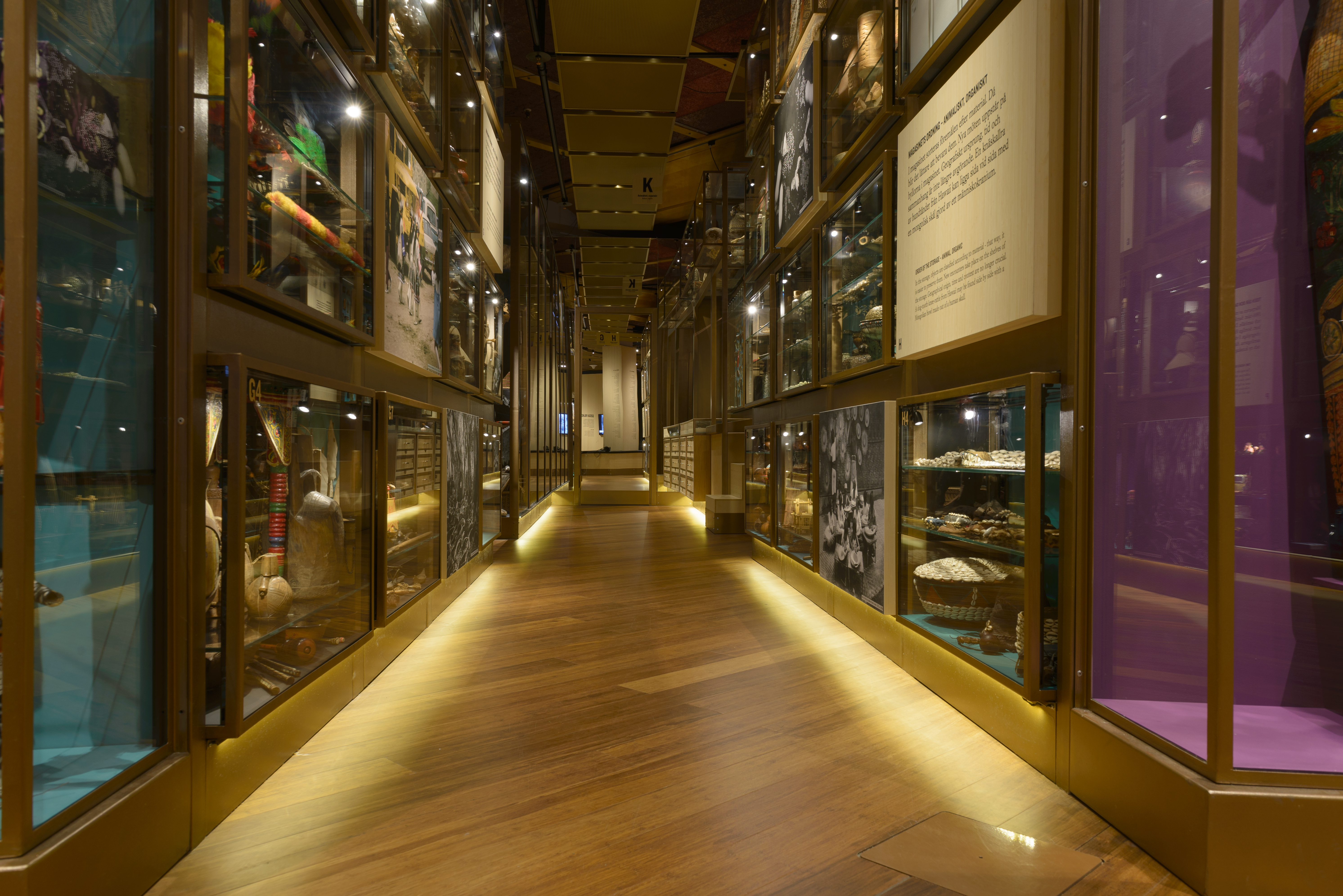
Collection permanente